# Tenebroides mauritanicus
Tenebroides mauritanicus es un escarabajo de la familia Trogossitidae. Es una plaga seria de los graneros y de alimentos almacenados. Es uno de las plagas de graneros de vida más larga y por eso son muy destructivos.  Mide de 6 a 10 mm.
Las larvas se encontraban a menudo en las galletas marineras transportadas por barcos. Por eso han alcanzado distribución mundial. Pueden taladrar la madera. Se alimentan de una amplia variedad de productos almacenados, frutas secas y aun de otros insectos. Tienen dos generaciones por año.